# Mathura
Mathura (en hindi: मथुरा) es una histórica ciudad de la India, localizada aproximadamente a 150 kilómetros al sur de Nueva Delhi (capital de la India) y a 50 kilómetros al norte de Agra (donde se encuentra el Taj Majal).
- मथुरा en letra devanagari (que se usa para escribir el idioma hindi, que es el que se habla en Mathura).
- متھرا en idioma urdu.

Es el centro administrativo del distrito homónimo, en el moderno estado de Uttar Pradesh. Durante el período antiguo fue un emporio económico, localizado en la unión de unas rutas de caravanas relativamente importantes.
Mathura es nombrada por primera vez en el texto épico Mahabharata (siglo III a. C.) como la capital del reino del mítico monarca Surasena, que habría existido en un tiempo remoto, hace miles de años. El hijo de Surasena fue Vasudeva, quien fue el padre del dios Krisná. Vasudeva y su esposa Devakí (hija de Devaka, hermano menor del rey Ugrasena) habían sido encarcelados por el malvado rey Kamsa (hijo del rey Ugrasena). Allí nació su hijo, el dios Krisná. La tradición ha denominado a un lugar de Mathura, krisná-yanma-bhumi (lugar de nacimiento de Krisná) y allí se construyó el actual templo de Keshavá Dev.
En el Visnú-purana (siglo IV d. C.) y en el Bhagavata-purana (siglo X d. C.) se reiteran estas leyendas.
Entre el siglo IV y el siglo II a. C., la ciudad fue gobernada por el Imperio maurya.
En el siglo II a. C. pasó al Imperio shunga. Esto puede haber derivado en un control por los griegos del río Indo algún tiempo después, entre los años 180 y 100 a. C. Sin embargo, regresó brevemente a poder indio antes de la ocupación por los shakas (indoescitas) durante el I a. C.
Según hallazgos arqueológicos, en esta época ―aproximadamente en el año 100 a. C.― en esta aldea vivían seguidores de la religión jaina.
Hacia el siglo III, Mathura funcionó como una de las dos capitales del Imperio kushán.
El Museo de Mathura tiene la colección más grande de esculturas de piedra en Asia, que incluye muchas estatuillas de Buda (siglo VI a. C.).

## Galería

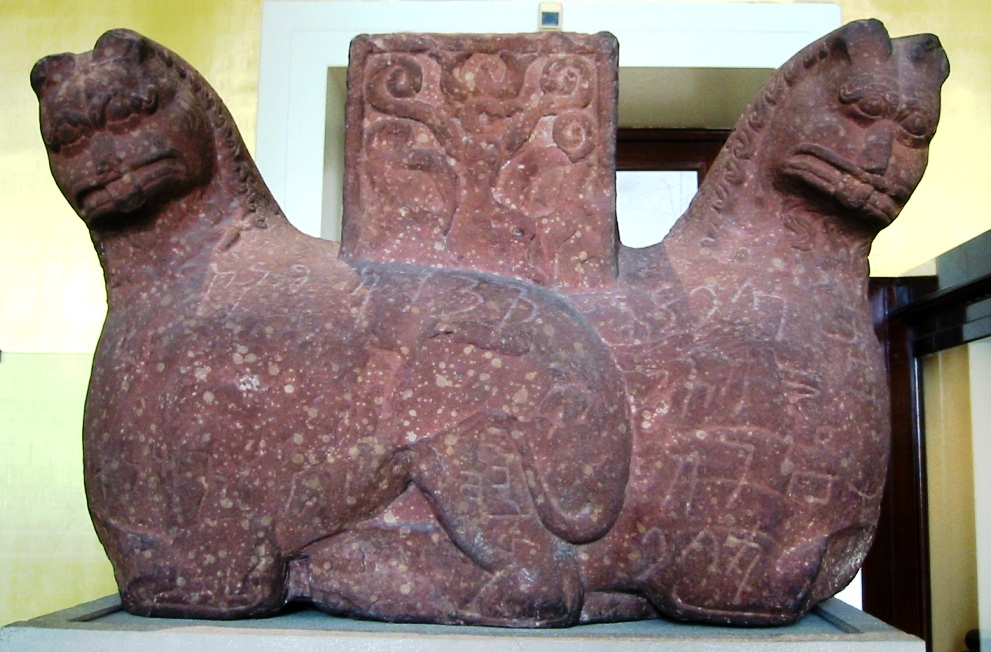
Capitel con leones indoescita, arte de Mathura (siglo I d. C.).
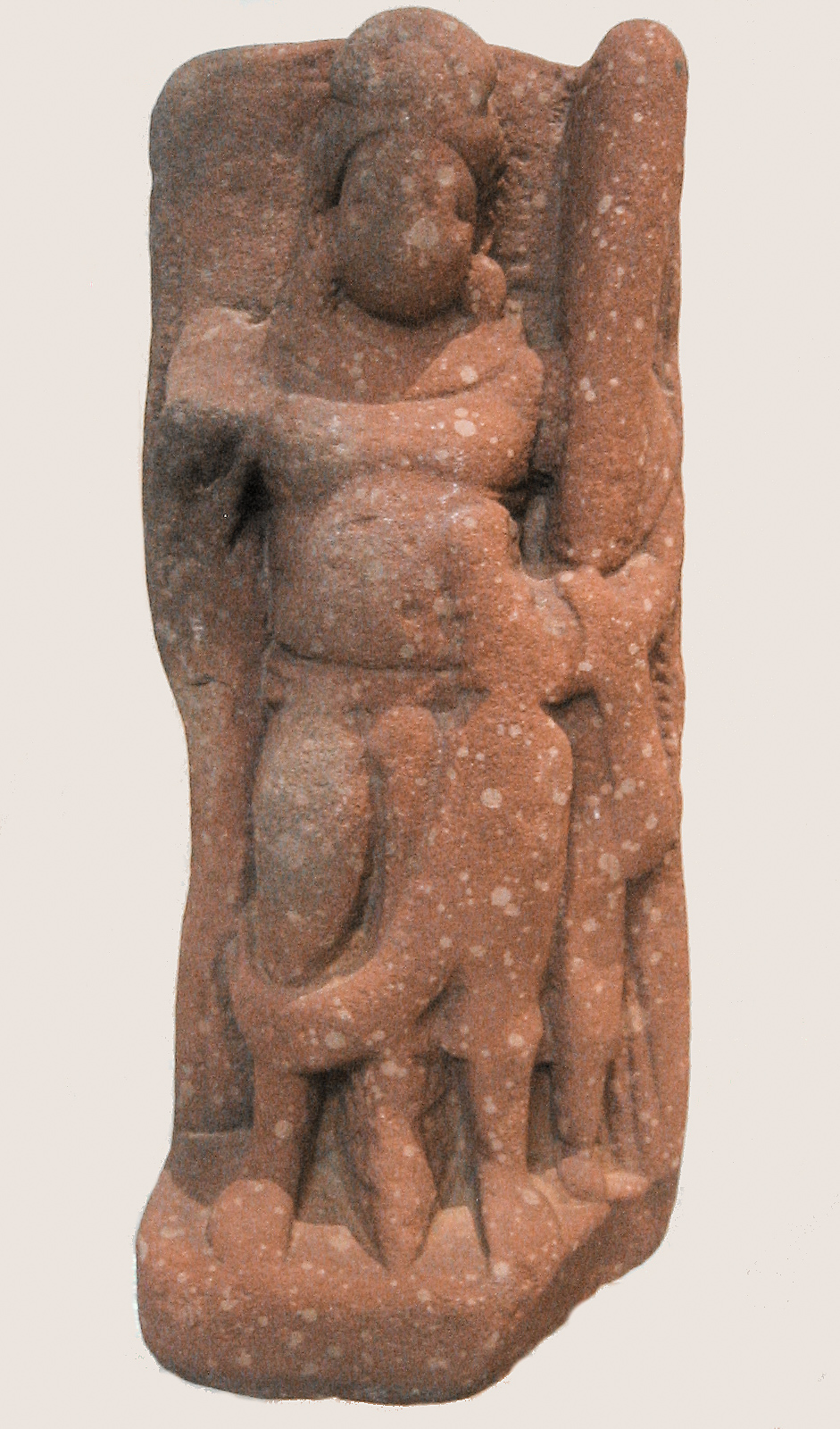
Iaksá (genio de la naturaleza), arte de Mathura (siglo II d. C.).
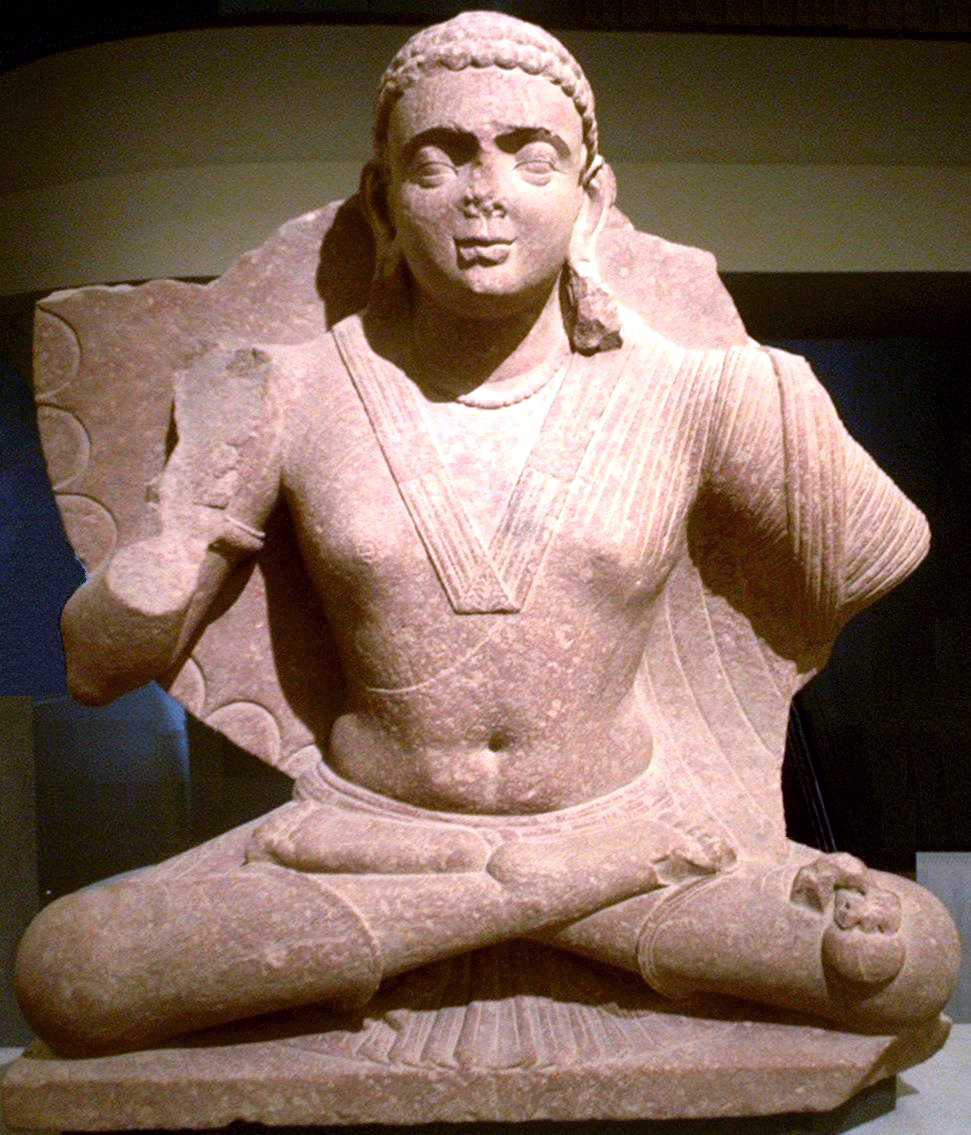
El bodhisattva Maitreya, arte de Mathura (siglo II d. C.)

## Turismo
Hay bastantes sitios para visitar en Mathura y sus alrededores, la mayor parte de ellos vinculados a la mitología hinduista.
- Krisná yanma bhumi (sitio donde nació el dios Krisná, según la tradición).
- Templo de Dwarka Adhish (Krishna, el ‘rey de Duarka’).
- Kamsa Kila (sitio donde Krisná mató a su tío, el rey Kamsa).
- Vishram Ghat (lugar de adoración a orillas del sagrado río Yamuna).

Pueblos pequeños en los alrededores:
- Nandgaon (pueblo del pastor Nanda Maharash, padre putativo de Krisná).
- Gokul (pueblo donde Krisná vivió su infancia).
- Baldeo (uno de los antiguos bosques de Vrindavan).
- Vrindavan (pueblo donde Krisná vivió en su adolescencia).
- Góvardhan (la colina que Krisná levantó con un dedo).
- Radha Kunda (el lago de Radha, la gopi [‘pastora’] más amada por Krisná).
- Varsana (sitio de nacimiento de Radha).